# Eriopexis
Eriopexis is een geslacht van zes soorten orchideeën uit de onderfamilie Epidendroideae. Het is afgesplitst van het geslacht Dendrobium.
Het zijn epifytische orchideeën uit de bergregenwouden van de Filipijnen en Nieuw-Guinea, die worden gekenmerkt door korte, compacte stengels, een dichte bebladering en één of twee grote bloemen.

## Naamgeving enetymologie
- Synoniem: Dendrobium Sw. sect. Eriopexis Schltr.

De botanische naam Eriopexis is afgeleid van het Oudgriekse 'erio' (wol) en 'pexis' (vasthechten, vastmaken).

## Kenmerken
Eriopexis-soorten zijn epifytische orchideeën met zeer korte rizomen, korte, samengedrukte stengels dicht bebladerd met stompe, lijnlancetvormige bladeren en een korte bloemstengel met één of twee grote bloemen.
De bloemen hebben een smal bovenste kelkblad en twee bredere laterale kelkbladen, die met elkaar en met de voet van het gynostemium gefuseerd zijn tot een breed mentum. De kroonbladen zijn smaller dan de kelkbladen. De bloemlip is verborgen tussen de kelkbladen, is drielobbig, met centraal een behaarde callus. Het gynostemium is kort.

## Habitaten verspreiding
Eriopexis-soorten groeien op bemoste bomen in koelere, schaduwrijke montane regenwouden. Ze komen voornamelijk voor in Nieuw-Guinea en op de Filipijnen.

## Taxonomie
Het geslacht Eriopexis werd voorheen geclassificeerd als  de sectie Eriopexis van het geslacht Dendrobium. Het is in 1981 tot geslacht gepromoveerd door Brieger.
Het geslacht telt in de meest recent geaccepteerde taxonomie zes soorten. De typesoort is Eriopexis schlechteri.

### Soortenlijst
- Eriopexis acanthephippiiflora (J.J.Sm.) Rauschert (1983)
- Eriopexis globiflora (Schltr.) Rauschert (1983)
- Eriopexis helleriana (A.D.Hawkes) Rauschert (1983)
- Eriopexis quinquelobata (Schltr.) Rauschert (1983)
- Eriopexis schlechteri Brieger (1981)
- Eriopexis subpetiolata (Schltr.) Rauschert (1983)